# Dominique Anel
Dominique Anel (Toulouse, 1679 — Paris, 1730) foi um cirurgião francês.

## Biografia
Anel nasceu em Toulouse em 1679. Depois de estudar em Montpellier e Paris, atuou como cirurgião-mor do exército francês na Alsácia. Após permanecer dois anos em Viena foi para a Itália e serviu no exército austríaco. Em 1710 ensinou cirurgia em Rouen, de onde foi para Gênova, e em 1716 exerceu a Medicina em Paris.
Morreu por volta de 1730. Foi celebrado pelo seu sucesso no tratamento cirúrgico da fistula lacrymalis, e enquanto esteve em Gênova inventou, para uso em conexão com a operação, a seringa de ponta fina até hoje conhecida pelo seu nome.